# Parlamentswahl in Island 1999
- V: 6
- S: 17
- B: 12
- F: 2
- D: 26

Die Parlamentswahl in Island 1999 fand am 8. Mai 1999 statt. Bei der Wahl wurden die 63 Abgeordneten des Althing neu bestimmt.
Die Wahl 1999 war die erste Wahl nach der grundlegenden Veränderung der isländischen Parteienlandschaft. So hatten sich verschiedene linke Kräfte zur Allianz zusammengeschlossen, worauf sich eine weitere neue Partei, die Links-Grüne Bewegung bildete, die dieser Allianz nicht beitrat. Im Jahre 1998 war bereits die Liberale Partei Islands gegründet worden.
Die Wahl brachte einen deutlichen Sieg der Unabhängigkeitspartei unter Premierminister Davíð Oddsson. Sie konnte 40,7 % der Stimmen auf sich vereinigen.
Die Koalitionsregierung aus Unabhängigkeitspartei und Fortschrittspartei, wurde fortgesetzt.

## Wahlergebnis

Ergebnisse und Sitzverteilung in den Wahlkreisen

Von den 201.443 Wahlberechtigten stimmten 169.424 ab, das entsprach einer Wahlbeteiligung von rund 84,1 %.
3.697 oder rund 2,2 % der Stimmen waren ungültig.
Im Einzelnen ergaben sich die folgenden Ergebnisse:
| Partei            | Partei                      | Stimmen | Stimmen | Stimmen | Sitze  | Sitze |
| Partei            | Partei                      | Anzahl  | %       | +/−     | Anzahl | +/−   |
| ----------------- | --------------------------- | ------- | ------- | ------- | ------ | ----- |
|                   | Unabhängigkeitspartei (D)   | 67.513  | 40,7    | +3,6    | 26     | +1    |
|                   | Allianz (S)                 | 44.378  | 26,8    | −11,0   | 17     | −6    |
|                   | Fortschrittspartei (B)      | 30.415  | 18,4    | −4,9    | 12     | −3    |
|                   | Links-Grüne Bewegung (V)    | 15.115  | 9,1     | +9,1    | 6      | +6    |
|                   | Liberale Partei Islands (F) | 6.919   | 4,2     | +4,2    | 2      | +2    |
|                   | Sonstige                    | 1.387   | 0,8     | −1,1    | —      | —     |
| Gesamt            | Gesamt                      | 165.727 | 100,0   |         | 63     |       |
| Gültige Stimmen   | Gültige Stimmen             | 165.727 | 97,8    |         |        |       |
| Ungültige Stimmen | Ungültige Stimmen           | 3.697   | 2,2     |         |        |       |
| Wahlbeteiligung   | Wahlbeteiligung             | 169.424 | 84,1    |         |        |       |
| Wahlberechtigte   | Wahlberechtigte             | 201.443 | 100,0   |         |        |       |
| Quelle:           |                             |         |         |         |        |       |

## Umfragen vor der Wahl
| Umfrageperiode | D    | B    | F | S    | V |
| -------------- | ---- | ---- | - | ---- | - |
| Umfrageperiode |      |      |   |      |   |
| April 1999     | 45   | 17   | 2 | 30   | 5 |
| März 1999      | 44   | 13   | 2 | 36   | 4 |
| Februar 1999   | 47   | 18   | 3 | 25   | 3 |
| Januar 1999    | –    | 15   | – | –    | – |
| November 1998  | 47   | 18   | 3 | 20   | 3 |
| Oktober 1998   | 42   | 17   | 3 | 20   | 3 |
| September 1998 | 49   | 21   | 2 | 16   | 2 |
| August 1998    | 43   | 14   | – | 16   | – |
| Juli 1998      | 47   | 19   | – | 10   | – |
| Juni 1998      | –    | –    | – | 10   | – |
| Mai 1998       | –    | –    | – | 7    | – |
| April 1998     | 45   | 16   | – | 7    | – |
| Wahl 1995      | 37,1 | 23,3 | – | 37,8 | – |